# گارد ملی روسیه
گارد ملی روسیه (روسی: Федеральная служба войск национальной гвардии Российской Федерации) گارد ملی زیرمجموعه نیروهای مسلح روسیه است، که وظیفه پلیس و ژاندارمری را در این کشور برعهده دارد. هم‌اکنون فرماندهی گارد ملی روسیه برعهده ارتشبد ویکتور زولوتوف می‌باشد.